# 米国戦略爆撃調査団
米国戦略爆撃調査団（べいこくせんりゃくばくげきちょうさだん、英語: United States Strategic Bombing Survey：USSBS）は、アメリカ軍による戦略爆撃（空爆、艦砲射撃）の効果を検証するための陸海軍合同機関。
ヨーロッパ戦域（第二次世界大戦）と太平洋戦域（太平洋戦争）の調査を行い、報告書（Final Reports）にまとめた。
略称 USSBS　は、"uzz-buz"（ウズブーズ）と発音されていた。

## 概説
1944年11月、アメリカ合衆国大統領フランクリン・ルーズベルトの指令をもとに、陸軍長官ヘンリー・スティムソンによって設置された。ヨーロッパ戦域において、戦略爆撃の効果や影響について調査して航空戦力の可能性を分析し、将来の軍事力整備に役立てることを目的とした。
1945年8月14日の日本の降伏により、太平洋戦域の調査が大統領ハリー・S・トルーマンにより追加され、真珠湾攻撃の理由、日本が降伏を決定するに至った経緯、広島市への原子爆弾投下・長崎市への原子爆弾投下の効果が新たに調査項目として加えられた。太平洋戦域の調査は、ドリエー団長の下で同年9月から12月にわたって各地で実施された。
調査の範囲は政治、経済、軍事、文化、思想、社会の全般にわたり、少なくとも同年11月下旬まで広田弘毅、近衛文麿、木戸幸一、野村吉三郎、山崎巌、下村定、梅津美治郎、米内光政、豊田副武が明治生命ビルなどで事情聴取を受けている。平沼騏一郎は別途、スピンクス博士などの訪問を受けたほか、藤原銀次郎、星野直樹、池田成彬も調査対象となった。事情聴取とはされているものの、近衛の例では東京湾上の艦船に連れ込まれ、強圧的な尋問を受けたことが明らかになっており、調査内容は各人異なるとはいえ穏やかなものではなかった。
日本の関係者への資料提出要求と尋問によって集められた膨大な資料をもとに、翌1946年7月にかけて最終報告書が作成された。
団長は当時民間保険会社社長であったフランクリン・ドーリエ（en:Franklin D'Olier）で、ポール・ニッツェ、ヘンリー・アレクサンダー（Henry C. Alexander）両副団長の下に参謀部と調査部門が置かれた。